# Риккетти, Стивен Дж.
Стивен Дж.[уточнить] Риккетти (англ. Steven J. Ricchetti, фамилия произносится как Рише́тти) — помощник американских политиков, который занимал должность главы аппарата вице-президента США Джо Байдена в администрации президента Обамы и заместителя главы аппарата Белого дома по оперативным вопросам при президенте Билле Клинтоне. В перерывах между демократическими администрациями Риккетти работал лоббистом. Старается быть незаметным, но входит в узкий круг советников, к которым прислушивается Байден.

## Ранние годы
Происхождением из семьи американских итальянцев, Риккетти вырос в Вестлейке (штат Огайо), где окончил среднюю школу.
В 1979 году получил диплом бакалавра в Университете Майами (штат Огайо), где был президентом студенческого сообщества, а степень доктора права — на юридическом факультете  университета Джорджа Мейсона

## Карьера
С 1987 по 1989 год Риккетти возглавлял отдел политики ассоциации Блю Кросс и Блю Шилд, а с 1990 по 1992 год был исполнительным директором Комитета Демократической партии по выборам в Сенат, где организовал неожиданную победу кандидата от Демократической партии Харриса Уоффорда на внеочередных выборах сенатора от Пенсильвании в 1991 году.
С января 1993 года по февраль 1996 года Риккетти был сотрудником Белого дома в администрации Клинтона, занимая должность заместителя помощника президента по законодательным вопросам. В этой роли Риккетти был основным связующим звеном президента Клинтона с Сенатом и вёл от имени администрации президента работу над законом о восстановлении экономики 1993 года, законом о телекоммуникациях 1996 года и другими.
С 1996 по 1998 год Риккетти работал в частном секторе, занимаясь лоббированием для клиентов компании Public Strategies Washington (PSW). В сентябре 1998 года он вернулся в Белый дом, чтобы урегулировать отношения с демократами в Конгрессе в ходе процедуры импичмента Клинтона . В январе 1999 года Риккетти стал заместителем руководителя аппарата Белого дома (сменив Джона Подеста) и получил широкую ответственность. В последний год президента Клинтона (2000 год) Риккетти был назначен в целевую группу президента по постоянным нормализованным торговым отношениям с Китаем. Совместно с министром торговли Уильямом М. Дейли Риккетти «руководил успешной кампанией администрации по обеспечению постоянных нормальных торговых отношений с Китаем» и координировал свои действия с лидерами крупнейших корпораций США, таких как Боинг, AOL и Интел, чтобы «убедить Конгресс и общественность в преимуществах торгового соглашения».
В январе 2001 года Риккетти вместе со своим братом Джеффом создал компанию Ricchetti, Inc., занимающуюся лоббированием и политтехнологией. В последующие годы фирма Риккетти представляла ряд клиентов, в том числе AT & T, Eli Lilly & Co., Американскую ассоциацию больниц, United Technologies, Американский совет страховщиков жизни и Американскую ассоциацию банкиров.
В марте 2012 года был назначен советником вице-президента Джо Байдена , для чего уже в конце 2008 года, вскоре после избрания Обамы и Байдена на посты президента и вице-президента, Риккетти отменил свою регистрацию как лоббиста в Конгресса. Назначение Риккетти вызвало споры из-за обещания президента Обамы не назначать лоббистов на государственные посты и его прокламации о «новой жёсткой этической политики, призванной остановить вращающуюся дверь между его администрацией и улицей К». Поскольку к моменту назначения Риккетти не лоббировал более двух лет, для него отказ администрации от этой политики не потребовался. В заявлении аппарате Байдена в 2012 году было сказано, что с 2008 года Риккетти «консультировал клиентов по вопросам государственной политики, коммуникационной стратегии и инициативам снизу, но не лоббировал федеральное правительство по поручению клиентов». Газета « Вашингтон пост» сообщила, что Риккетти заработал 1,8 миллиона долларов в Ricchetti Inc. за год до своего назначения и должен был получить ещё 217 тысяч долларов за работу, которую он завершил в году его назначения. В декабре 2013 года Риккетти сменил Брюса Рида на посту руководителя аппарата вице-президента в ранге помощника президента.
Риккетти отвечал за планирование участия Байдена в президентских выборах 2016 года (Байден в итоге снял кандидатуру).
Риккетти был председателем президентской кампании Байдена на выборах 2020 года, возглавляя усилия по сбору средств от финансистов Уолл-стрита.

## Другие занятия
Риккетти входит в число советников Центра Конгресса при Университете Индианы. До того работал в советах Центра американского прогресса, траста Национальной аллеи и правительственного отделал Блумберга; он ушёл с этих постов, чтобы стать советником вице-президента Байдена.

## Личная жизнь
Риккетти живёт в Маклине (штат Вирджиния). У него четверо детей от жены Эми.